# 박일갑
박일갑(朴日甲, 1923년 11월 1일 ~ 1987년 9월 11일)은 대한민국의 전 축구 선수 및 전 축구 지도자로 포지션은 공격수였다.

## 선수 시절
1950년대 육군 특무부대에 활동한 뒤 1954년 FIFA 월드컵을 통해 대한민국 축구 역사상 첫 월드컵 본선 무대를 밟았음에도 헝가리와 튀르키예에 각각 0-9, 0-7로 대패하며 세계의 높은 벽을 실감한 채 귀국해야만 했지만 월드컵 1달 전에 열린 1954년 아시안 게임에서는 홍콩과의 D조 조별리그와 대만과의 결승전에서 1골씩 뽑아내며 은메달이라는 대한민국 축구 역사상 첫 아시안 게임 메달 획득에 기여했다.

## 은퇴 후
선수에서 은퇴한 이후 1964년 하계 올림픽 대표팀 코치를 역임한 뒤 1967년 양지 축구단의 창단 코치로 활동하며 메르데카 국제축구대회 우승을 이끌기도 했으며 1987년 9월 11일 브라질 상파울루에서 65세를 일기로 생을 마감했다.